# Rock Hill (New York)
Pour les articles homonymes, voir Rock Hill.
Rock Hill est un hameau et census-designated place dans la ville de Thompson dans le comté de Sullivan, dans l'État de New York, aux États-Unis.

## Activités
Rock Hill a notamment une brigade de sapeurs-pompiers implantée depuis 1956 jusqu'à nos jours.
Les lieux de culte qui s'y trouvent sont : l'église méthodiste de Glen Wild (en) consacrée en 1891, la synagogue Anshei de Glen Wild fondée en 1922, et une « église du Nazaréen » (de l'Église évangélique « Église du Nazaréen ») fondée en 1973 sur la route des chutes Katrina. Ces deux premiers édifices sont inscrits au Registre national des lieux historiques dans le comté de Sullivan (en).
Les fermiers représentent un large part d'activité du hameau.

## Population
Au recensement de 2000, Rock Hill dénombrait 1 056 habitants. La population du hameau s'élevait à 1 742 habitants au recensement de 2010, puis à 1 880 au 1er juillet 2015. Sa démographie a progressé de 1,46 % par an entre 2010 et 2015.
Par rapport aux autres 1189 villes incorporés et aux endroits désignés du recensement de l'État de New York, selon les données du recensement au 1er juillet 2015, Rock Hill est classé au 628e rang (soit dans les 47 premiers centièmes) pour sa population totale.
| Groupe            | Rock Hill | New York | États-Unis |
| ----------------- | --------- | -------- | ---------- |
| Blancs            | 81,1      | 65,8     | 72,4       |
| Noirs             | 9,4       | 15,9     | 12,6       |
| Asiatiques        | 4,9       | 7,3      | 4,8        |
| Autres            | 2,1       | 7,5      | 6,2        |
| Métis             | 2,0       | 3,0      | 2,9        |
| Amérindiens       | 0,5       | 0,6      | 0,9        |
| Total             | 100,0     | 100,0    | 100,0      |
|                   |           |          |            |
| Latino-Américains | 12,4      | 17,6     | 16,3       |

## Géographie
Rock Hill est dans la ville Thompson, par la route 17 (en). Il se situe donc à 4 km au sud-est de Monticello sur la route 17 (en).
Selon le Bureau du recensement des États-Unis, le secteur statistique a une superficie totale de 12 km2, dont 9,6 km2 est de terre et 2,3 km2 (soit 19,61 %) est d'eau.
Il s'élève à 420 m. Il est dans le fuseau horaire UTC−5 (UTC−4 en horaire d'été).
Plusieurs lacs sont situés à Rock Hill : le lac Treasure (en), le lac Wolf (en), le lac Louise-Marie (ceb), et le lac Davis.
À proximité se trouvent : le lac Wanaksink (ceb), la rivière Neversink (en), et les chutes Katrina qui, elles, sont situées à 3,2 km au sud de Rock Hill. Enfin, Rock Hill est proche du hameau Yankee Lake, lui-même hameau de Wurtsboro Hills.

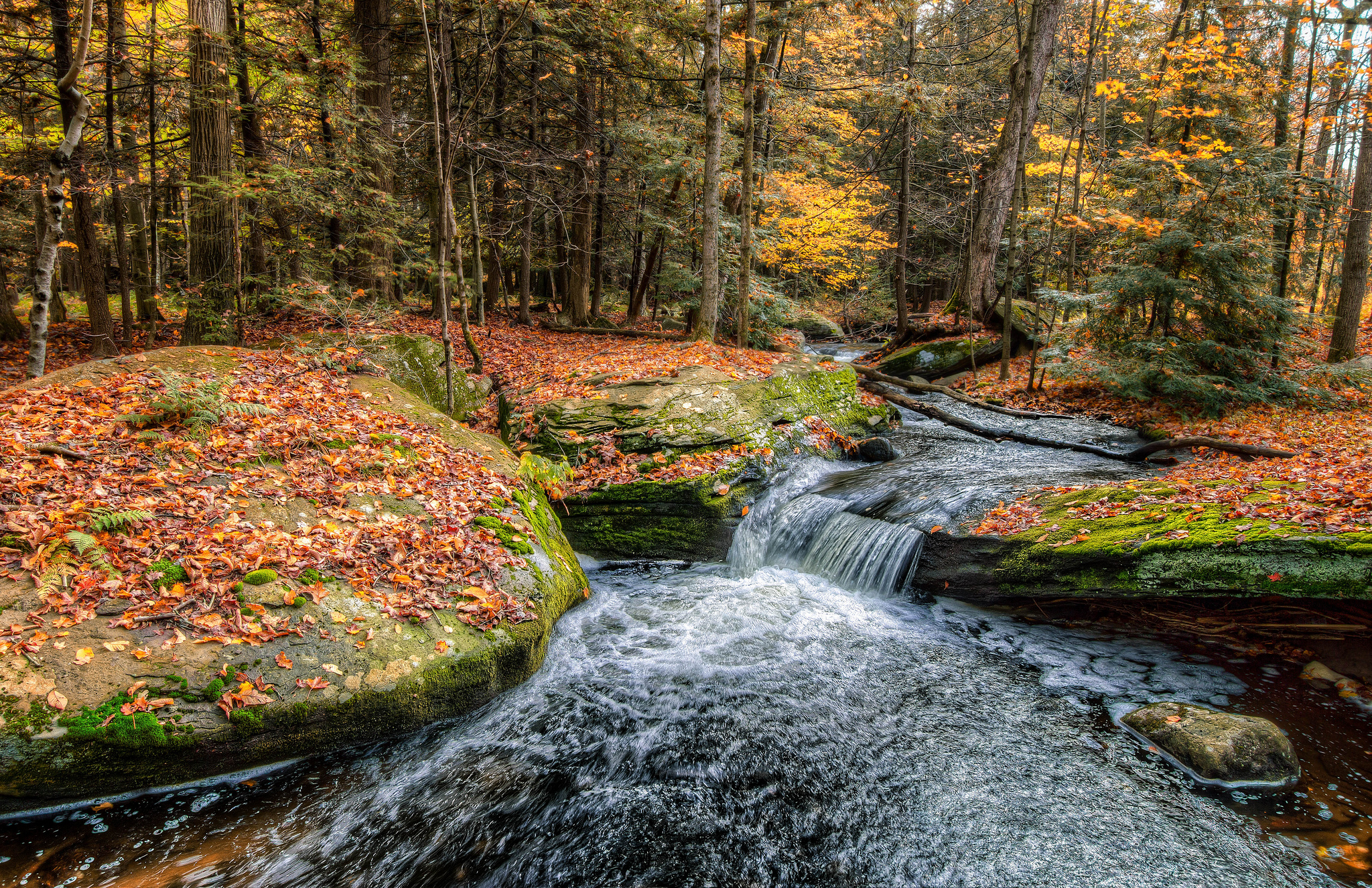
Bassin peu profond à Rock Hill.
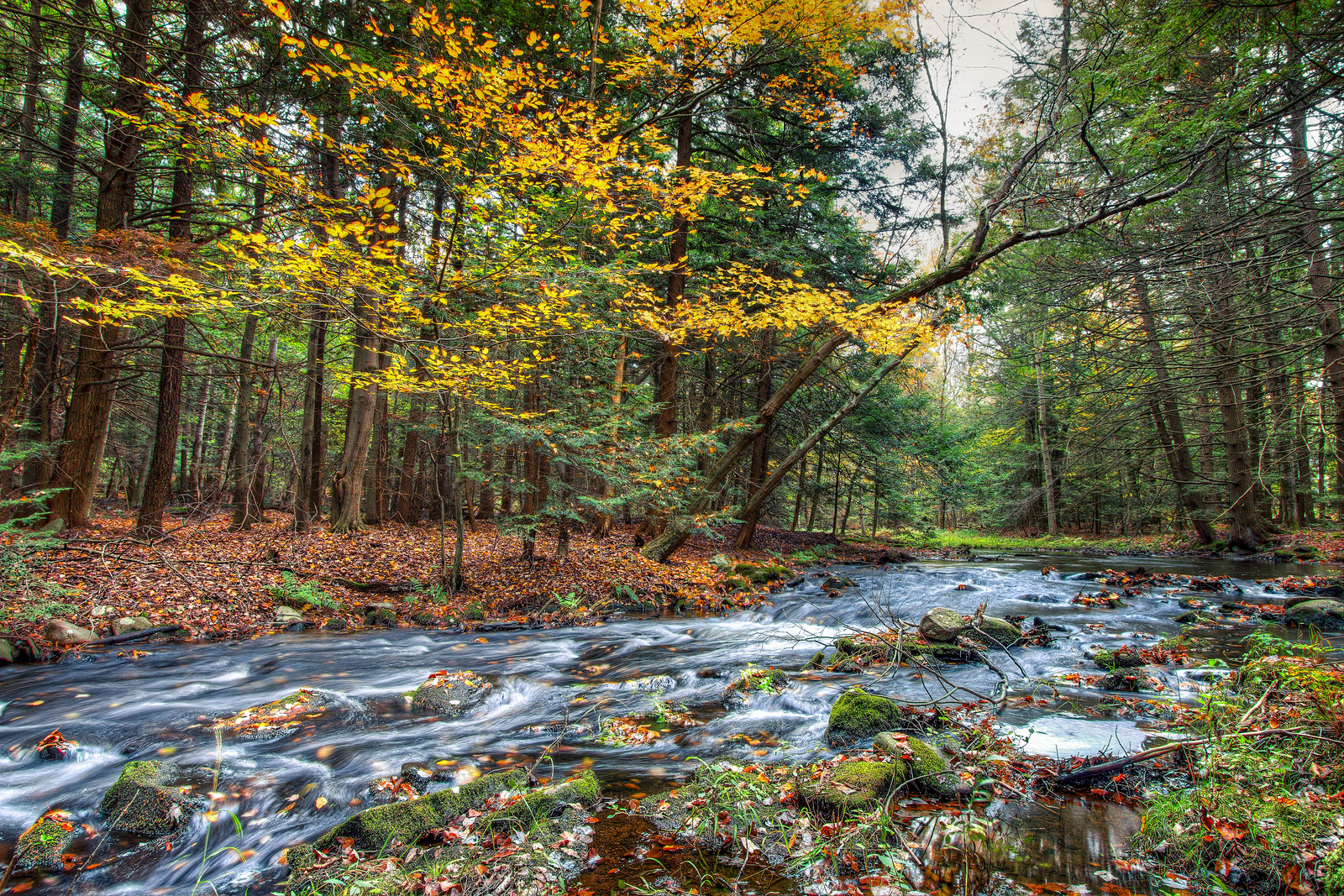
Ruisseau peu profond à Rock Hill.
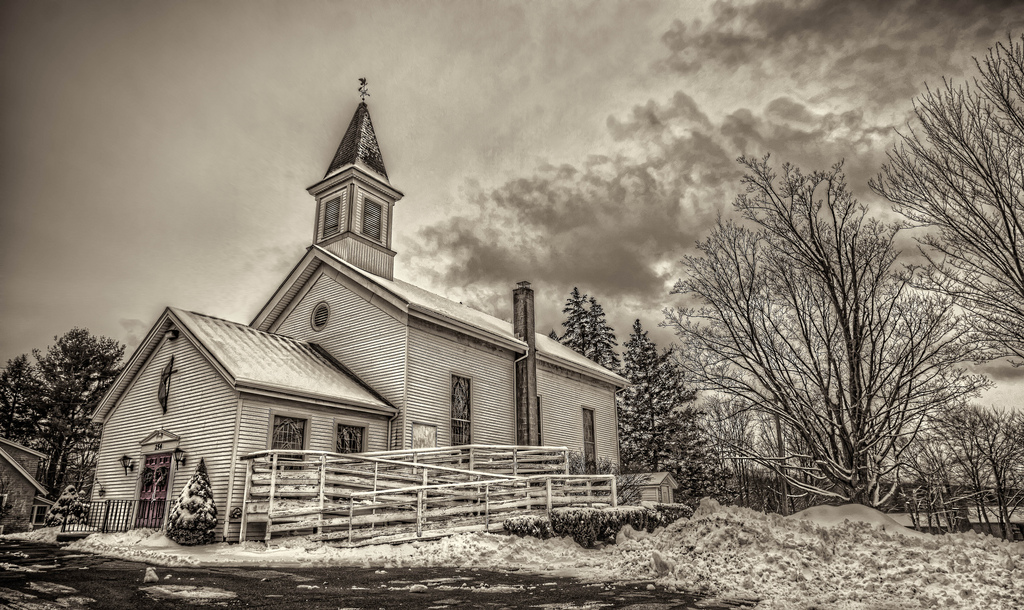
Église méthodiste de Rock Hill (en), fondée en 1868 mais écroulée sous le poids de la neige, puis reconstruite plus petite[5].
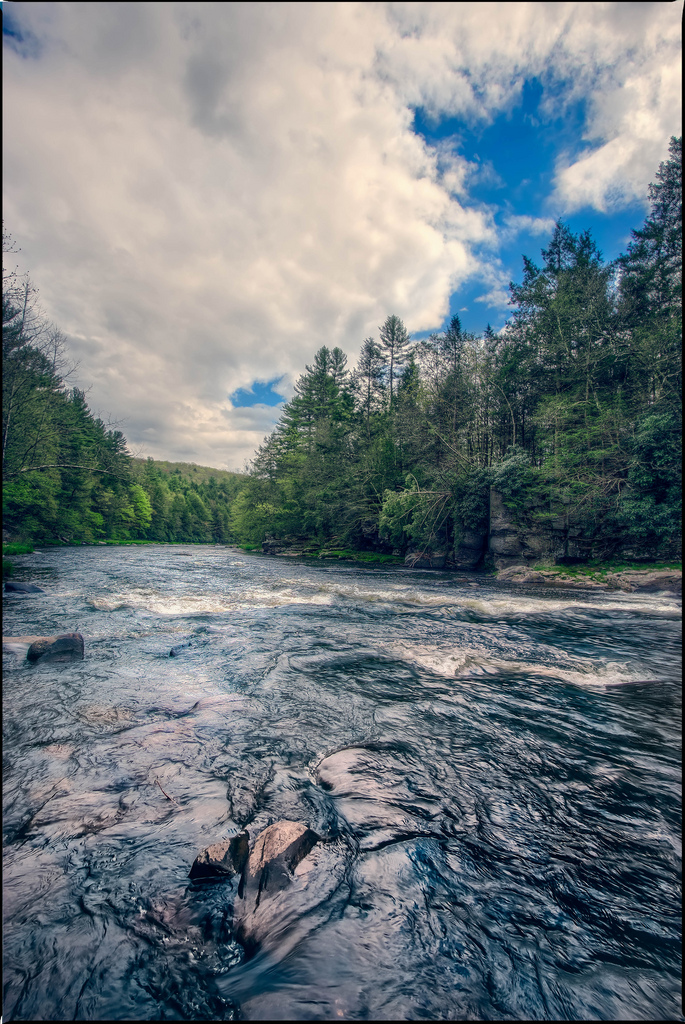
Rivière Neversink (en).